# Anas El Asbahi
Anas El Asbahi, nacido  el 15 de octubre de 1993, es un futbolista internacional marroquí que juega de centrocampista en el Jönköpings Södra IF.

## Biografía
Anas El Asbahi comenzó su carrera en el Wydad de Casablanca antes de integrar el centro de formación del Raja Casablanca para algunas estaciones En 2012,  volvió otra vez al Wydad de Casablanca su club originario.
Participó en la Copa África de Naciones en el 2014 con la selección de Marruecos, jugando contra Zimbabue.

## Carrera
- 2009 - 2012: Raja Casablanca
- 2012 - 2020: Wydad de Casablanca
- 2020 - 2022: Ittihad Tanger
- 2022 - actualidad: Jönköpings Södra IF

## Palmarés

### En club
Wydad de Casablanca
- Campeonato de Marruecos
  - Campeón : 2015

### En selección nacional
Equipo de Marruecos junior
- Torneo de Toulon
  - Finalista : 2015